# Pleasant Avenue
La Avenida Pleasant es una calle de sur a norte ubicada en el barrio de Harlem del Este en el borough neyorquino de Manhattan. Empieza en la intersección con la calle 114 este y termina en la intersección con la calle 120 este. 
La calle fue la sección más al norte de la Avenida A, que se extendía desde Alphabet City hacia el norte y fue añadida a la grilla de calles en las partes donde hubiera espacio para añadirla entre la Primera Avenida y el río Este. Esta sección fue llamada "Pleasant Avenue" en 1879. A diferencia de York Avenue, sin embargo, la numeración de los edificios en Pleasant Avenue no sigue la secuencia de la Avenida A (que a esas alturas ya estaría por los números 2000 si fuera continua).
Pleasant Avenue es una de las últimas calles remanentes del Harlem italiano, que existió en la parte oriental de Harlem desde fines de 1890 hasta 1970s. El vecindario se redujo con el paso de los años y la poca población italiana que queda residen principalmente en Pleasant Avenue. La calle es lugar de uno de los pocos restaurantes italianos que quedan en el área, Rao's, en la calle 114th Street. La calle ha perdido grandemente su carácter italiano hacia el 2010. Tanto en la vida real como en las películas, Pleasant Avenue ha sido asociado con la Mafia. La calle fue el cuartel general de Anthony Salerno, jefe de la Familia criminal Genovese, antes de su encarcelamiento por crimen organizado en 1986. También fue el lugar de fundación y la zona de la pandilla ítalo-estadounidense dedicada al tráfico de drogas ítalo-estadounidense y al sicariato conocida como la East Harlem Purple Gang durante los años 1970 e inicios de los 1980s.
El Manhattan Center for Science and Mathematics, antiguamente conocido como Benjamin Franklin High School, se ubica en Pleasant Avenue. En julio del 2010, Pleasant Avenue se convirtió en la ubicación de una tienda Target, en East River Plaza y 517 calle 117 este. Cada año, en el segundo domingo de agosto, la Giglio Society of East Harlem realiza el festival "Giglio on Pleasant Avenue". El baile de Giglio es una tradición italiana que empezó hace más de 100 años.